# Tachardina actinella
Tachardina actinella är en insektsart som först beskrevs av Cockerell och King 1901.  Tachardina actinella ingår i släktet Tachardina och familjen Kerriidae. Inga underarter finns listade i Catalogue of Life.